# Elbe mit Hohem Elbufer von Tesperhude bis Lauenburg mit angr. Fl.
Elbe mit Hohem Elbufer von Tesperhude bis Lauenburg mit angr. Fl. este o arie protejată (arie specială de conservare — SAC, sit de importanță comunitară — SCI) din Germania întinsă pe o suprafață de 732 ha, integral pe uscat.

## Localizare
Centrul sitului Elbe mit Hohem Elbufer von Tesperhude bis Lauenburg mit angr. Fl. este situat la coordonatele 53°22′37″N 10°30′26″E / 53.3769°N 10.5072°E.

## Înființare
Situl Elbe mit Hohem Elbufer von Tesperhude bis Lauenburg mit angr. Fl. a fost declarat sit de importanță comunitară în septembrie 2004 pentru a proteja 7 specii de animale. Situl a fost protejat și ca arie specială de conservare în ianuarie 2010.

## Biodiversitate
Situată în ecoregiunea continentală, aria protejată conține 10 habitate naturale: Vegetație psamofilă uscată cu pășuni deschise de Corynephorus și Agrostis, Râuri cu maluri nămoloase cu vegetație de Chenopodion rubri p.p. și Bidention p.p., Liziere de ierburi înalte hidrofile de câmpie și de nivel montan până la alpin, Pajiști aluvionare inundabile, de Cnidion dubii, Fânețe de joasă altitudine (Alopecurus pratensis, Sanguisorba officinalis), Păduri de fag Luzulo-Fagetum, Păduri de fag Asperulo-Fagetum, Păduri pe pante, grohotișuri și ravene de Tilio-Acerion, Păduri acidofile de stejar bătrân cu Quercus robur pe câmpii nisipoase, Păduri aluvionare cu Alnus glutinosa și Fraxinus excelsior (Alno-Padion, Alnion incanae, Salicion albae).
La baza desemnării sitului se află mai multe specii protejate:
- mamifere (3): castor (Castor fiber), vidră de râu (Lutra lutra), liliac de iaz (Myotis dasycneme)
- pești (4): avat (Aspius aspius), Lampetra fluviatilis, Petromyzon marinus, somonul (Salmo salar)

Pe lângă speciile protejate, pe teritoriul sitului au mai fost identificate 1 specie de amfibieni, 6 specii de mamifere, 1 specie de reptile.